# Vrigne-Meuse
Vrigne-Meuse är en kommun i departementet Ardennes i regionen Grand Est (tidigare regionen Champagne-Ardenne) i nordöstra Frankrike. Kommunen ligger  i kantonen Flize som ligger i arrondissementet Charleville-Mézières. År 2022 hade Vrigne-Meuse 332 invånare.

## Befolkningsutveckling
Antalet invånare i kommunen Vrigne-Meuse
Referens: INSEE